# Dicronocephalus yui
Dicronocephalus yui är en skalbaggsart som beskrevs av Yoshihiko Kurosawa 1968. Dicronocephalus yui ingår i släktet Dicronocephalus och familjen Cetoniidae. Utöver nominatformen finns också underarten D. y. cheni.